# Rozkošný jed
Rozkošný jed je čtvrtou epizodou první řady seriálu Prison Break, ve které se hlavní protagonista Michael Scofield musí zbavit svého nového spoluvězně, Chralese Haywira Patoshika. Režíroval ji Matt Earl Beesley a napsal ji Matt Olmstead. 

## Průběh
Epizoda začíná divokým snem Lincolna Burrowse, kterému se zdá, že ho dozorci jdou popravit o měsíc dříve, než bylo v plánu, a po probuzení si uvědomuje, jak moc nechce zemřít. Michael zatím zjišťuje, že jeho spoluvězeň Haywire nechce utéct z vězení, zatímco bláznivého Haywira začíná zajímat jeho tetování, které podle něj něco znamená. Michael mu ho ale neukáže a tak je Haywire tetováním doslova posedlý a jeho nepříčetný pohled pronásleduje Michaela snad pořád. Toho si všímá i John Abruzzi, který po Michaelovi chce, aby své problémy co nejrychleji vyřešil. 
Michael jde opět pomoci s dřevěným modelem Tádž Mahalu ředitelovi věznice Popovi, který mu nabízí protislužbu. Michael se chce zbavit Haywira, ale Pope mu říká, že tyto záležitosti má na starost dozorce Brad Bellick. Popa překvapuje jeho manželka Judy, která nemá stavbu vidět před výročím a když už směřuje ke dveřím ředitelovi pracovny, vyjde Michael a chytře ji od dalšího postupu odradí. Licolna navštěvuje Veronica Donovan, která díky zmizení Leticie Barris začíná věřit, že je Lincoln nevinný. Ten ji pošle za právníkem Benem Forsikem z Projektu Justice, který se zabývá případy neprávem odsouzených vězňů. Fernando Sucre se opět snaží dovolat své snoubence Maricruz, ale ta mu telefon opět nebere.
Haywire přichází na to, že Michaelovo tetování je vzorem čehosi, což je pravda, ale Michael to přiznat nemůže. Ředitel Pope si k sobě pozve Bellicka, po kterém chce, aby Haywira dal do jiné cely, jelikož mu jde především o nápravu než o potrestání vězňů. Pope se také svěřuje, že Bellicka chce při odchodu do důchodu navrhnout na nového ředitele, což ho má motivovat ke správnému rozhodnutí. Sucreho přichází navštívit místo Maricruz její nový přítel Hector Avilla, Fernandův bratranec, který mu vzkáže, že je Maricruz s ním a že nemůže čekat, než se dostane z vězení. 
Scofield si jde do skladu s chemikáliemi pro suroviny, které potřebuje na výrobu rozkošného jedu (H2SO4 + Ca3(PO4)2  + 6 H2O ↔ 2 H3PO4 + 3 CaSO4.2H2O), který je částí plánu na útěk. Tam ho zachytí dozorce Bellick, který mu dupne na nemocnou nohu s tím, aby ho už nikdy neobcházel k Popovi. Michael sebere Haywirovi zubní pastu, jejíž tubu potřebuje k jedu. Sucre volá své přítelkyni Maricruz a zjišťuje, že ji Hector nalhal, že se schází s jinou a že má sama obavy, že když se něco stane, tak si může Fernando odsedět celý desetiletý trest.
Veronica tedy navštěvuje advokáta Forsika a jeho asistenta Nicka Savrinna, ale zkušenější Forsik ji odmítne s tím, že má jeho společnost příliš mnoho práce a myslí, že by s Burrowsovým trestem moc nenadělal. Při návštěvě Forsika se agent Paul Kellerman vloupal do Veroničina bytu, kde odhaluje její přátelství s Lincolnem. Veronica se dále snaží pomoci a tak se schází s policistou Westonem, který zadržel Burrowse, ale říká ji pouze, že to bylo tak, jak napsal do hlášení. Když se chce vrátit, překvapuje ji Nick Savrinn z Projektu Justice, který ji chce s případem pomoci.
Michael ve vězení získává přes Abruzziho jakousi chemikálii, která mu pomůže zbavit se Haywira, zatímco mafián mu nabízí také nůž, který je podle něj rychlejší cestou, jak se vypořádat s problémem. Pak potká Sucreho, který po posledním rozhovoru s Maricruz přehodnotil svůj názor a opět chce utéci. Agentiům zatím dochází, že Scofieldovo odsouzení za náhlý trestný čin, který přišel doslova znenadání uprostřed jeho spořádaného života, není náhodou, ale že se něco děje. Haywirovi došlo, že tetování je cestou, ale myslí, že se jedná o cestu do pekla. Michael musí tedy ze své cely Haywira dostat a rozbíjí si o mříže hlavu, takže přichází dozorci, kteří Haywira odvádí. Zanedlouho k Michaelovi přivádí Sucreho, který se už nemůže dočkat, až se začne pracovat na plánu.
Lincolna si pozve k výslechu Veronica s Nickem, kteří se ho ptají na údajnou vraždu. Lincoln říká, že zbraň zahodil do kanálu na ulici a že nepral kalhoty Steadmana ve vaně, jak policista uvedl ve hlášení, ale že měl mokré ruce, protože si je umýval v umyvadle. Na vražedné zbrani byly ale Lincolnovy otisky, které se tam dostaly při službě jakémusi Boovi, pro kterého měl zbraně vyzkoušet, jinak mu prý zabije syna, L. J.. Michael odhaluje, že ordinace je pro plán důležitá kvůli tomu, že je nejblíže k hradbám věznice. S pomocí Sucreho se už prokopává první zdí, která odděluje jejich celu od potrubí. Agent Kellerman se na konci dílu staví za kolegou Halem, kterému říká, že věc s přesunem Scofielda do jiné věznice vyřídil. 